# Монталегри
Монтале́гри (порт. Montalegre; [mõtɐ'lɛgɾ(ɨ)]) — посёлок городского типа в Португалии, центр одноимённого муниципалитета в составе округа Вила-Реал. По старому административному делению входил в провинцию Траз-уж-Монтиш и Алту-Дору. Входит в экономико-статистический субрегион Алту-Траз-уж-Монтиш, который входит в Северный регион. Численность населения — 1,8 тыс. жителей (посёлок), 12,8 тыс. жителей (муниципалитет) на 2001 год. Занимает площадь 806 км².

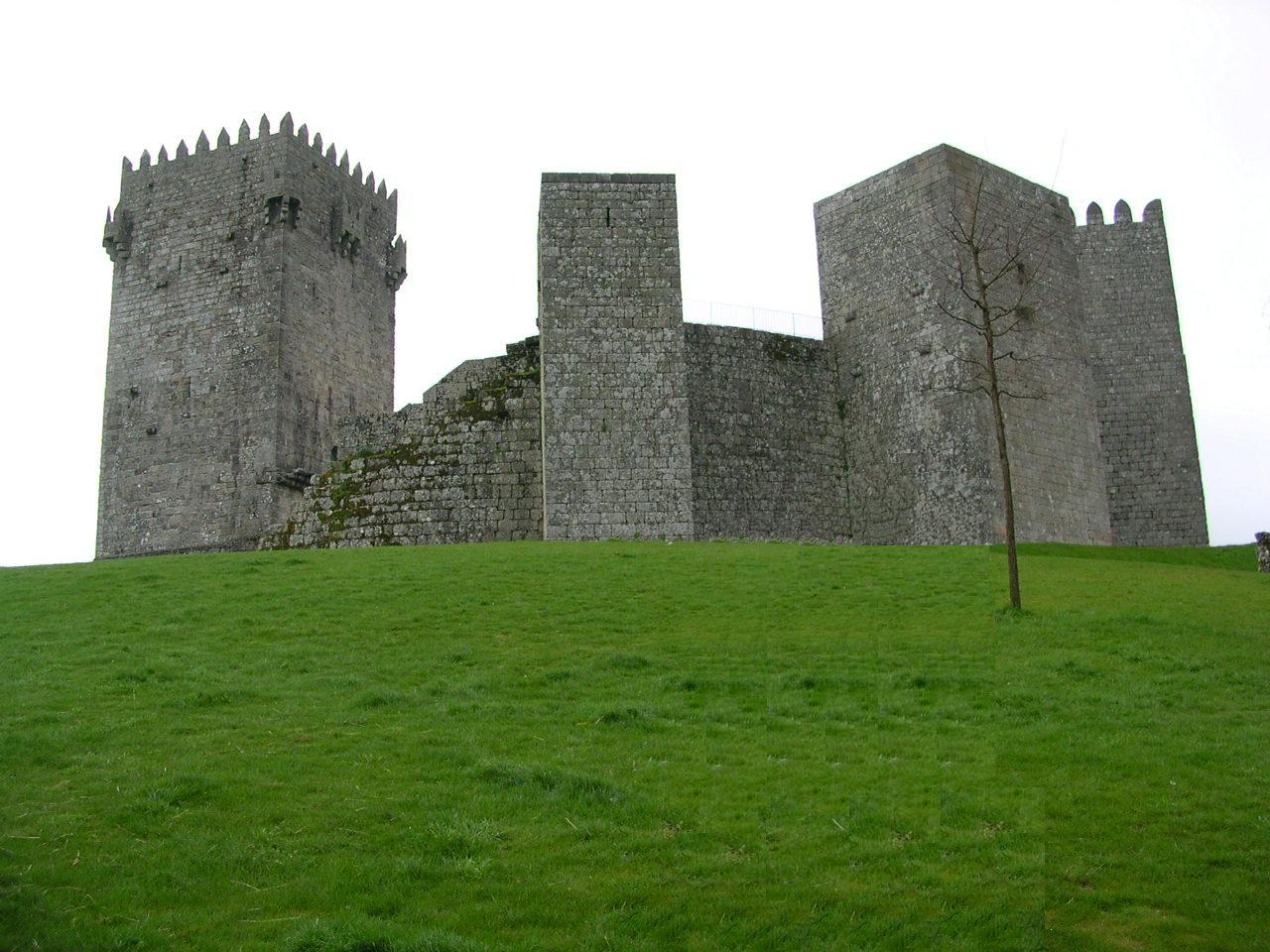

Покровителем посёлка считается Иисус Христос (порт. Cristo).
Праздник посёлка — 9 июня.

## Расположение
Посёлок расположен в 58 км на север от адм. центра округа города Вила-Реал.
Муниципалитет граничит:
- на севере — Испания
- на востоке — муниципалитет Шавиш
- на юго-востоке — муниципалитет Ботикаш
- на юге — муниципалитет Кабесейраш-ди-Башту
- на юго-западе — муниципалитет Виейра-ду-Минью
- на западе — муниципалитет Терраш-ди-Бору

## История
Посёлок основан в 1273 году.

## Население
| Численность населения муниципалитета по годам | Численность населения муниципалитета по годам | Численность населения муниципалитета по годам | Численность населения муниципалитета по годам | Численность населения муниципалитета по годам | Численность населения муниципалитета по годам | Численность населения муниципалитета по годам | Численность населения муниципалитета по годам | Численность населения муниципалитета по годам |
| --------------------------------------------- | --------------------------------------------- | --------------------------------------------- | --------------------------------------------- | --------------------------------------------- | --------------------------------------------- | --------------------------------------------- | --------------------------------------------- | --------------------------------------------- |
| 1801                                          | 1849                                          | 1900                                          | 1930                                          | 1960                                          | 1981                                          | 1991                                          | 2001                                          | 2004                                          |
| 18 072                                        | 9794                                          | 20 732                                        | 21 158                                        | 32 728                                        | 19 403                                        | 15 464                                        | 12 762                                        | 12 150                                        |

## Состав муниципалитета
В муниципалитет входят следующие районы:
1. Кабрил
2. Камбезеш-ду-Риу
3. Сервуш
4. Шан
5. Контин
6. Ковелу-ду-Жереш
7. Ковелайнш
8. Донойнш
9. Феррал
10. Фервиделаш
11. Фиайнш-ду-Риу
12. Гральяш
13. Мейшеду
14. Мейшиде
15. Монталегре
16. Моргаде
17. Морилье
18. Негройнш
19. Отейру
20. Падорнелуш
21. Падрозу
22. Парадела
23. Питойнш-даш-Жуньяш
24. Пондраш
25. Рейгозу
26. Салту
27. Санту-Андре
28. Сарракиньюш
29. Сезелье
30. Солвейра
31. Торен
32. Венда-Нова
33. Вьяде-де-Байшу
34. Вила-да-Понте
35. Вилар-де-Пердизеш